# Future Nostalgia
A Future Nostalgia Dua Lipa angol énekesnő második stúdióalbuma, mely 2020. március 27-én jelent meg a Warner Records kiadó gondozásában. Lipa olyan dalszerzőkkel és producerekkel dolgozott együtt a lemezen, mint  Jeff Bhasker, Ian Kirkpatrick, Stuart Price, a The Monsters & Strangerz és Koz. Az albummal egy „nosztalgikus” pop és dance műfajú felvételt kívántak megalkotni dance-pop és elektronikus zenei hatásokkal. Lipát a szülei által hallgatott gyermekkori kedvenc zenéi inspirálták.
Az albumról öt kislemez jelent meg a címadó dal mellett, mely promóciós kislemezként került kiadásra. A Don’t Start Now 2019. október 31-én jelent az album első kislemezeként, és mind kritikai, mind kereskedelmi szempontból sikeres volt. Az első dala lett, amely az első három közé tudott jutni az amerikai Billboard Hot 100-on. A Physical és a Break My Heart lett a második és harmadik kislemez, és mindkettő a brit kislemezlista első tíz helyezettje közt volt. A Hallucinate-et és a Levitating DaBaby-vel készült remixváltozatát választották a negyedik és ötödik kislemeznek. Előbbi 2020. július 17-én, míg a másik október 1-jén jelent meg, és a Levitating az album második dala lett, mely a legjobb tízbe került a Hot 100-on, összességében pedig harmadszorra érte ezt el a 2017-es New Rules után. A tervek szerint az album népszerűsítésére Lipa Future Nostalgia Tour címmel turnéra indul 2021 szeptemberében.
hozták. Az album népszerűsítésére Lipa 2021. szeptemberétől kezdődően egy bemutató turnét tervez.
Megjelenésekor a Future Nostalgia egyöntetűen pozitív visszajelzéseket kapott a zenei kritikusokról, akik közül sokan a produceri munkát dicsérték és kohezívnak tartották az albumot. Kereskedelmi szempontból 13 országban került a lemezeladási listák csúcsára. Az Egyesült Királyságban Lipának először sikerült az albumlista élére kerülnie, és összesen négy hétig vezette a UK Albums Chartot. A 63. Grammy-gálán a Future Nostalgia jelölést kapott az „Év albuma” és a „Legjobb vokális popalbum” kategóriákban, továbbá a Don’t Start Now-t az „Év felvétele”, az „Év dala” és a „Legjobb pop szóló előadás” kategóriákban.
Club Future Nostalgia címmel egy remixalbumot adtak ki 2020. augusztus 28-án, melyben az album dalait dolgozták fel. A Future Nostalgia francia változata 2020. november 27-én került kiadásra, és helyet kapott rajta a Fever című kislemez. The Moonlight Edition alcímmel a Warner kiadó újra kiadta az albumot 2021. február 11-én a We’re Good című kislemezzel együtt.

## Előzmények
Lipa bemutatkozó albumának bővített deluxe változataként kiadott Dua Lipa: Complete Edition 2018 októberi, illetve az Alita: A harc angyala című film népszerűsítésére 2019 januárjában kiadott Swan Song című kislemeze után az énekesnő megerősítette, hogy új albumon dolgozik. 2019 októberében egy új „korszakként” hivatkozott az albumra, majd még ebben a hónapban mindent törölt közösségi média oldalairól, hogy bejelentse a Don’t Start Now című első kislemezét. Lipa ezzel kapcsolatban elmondta, hogy azért törölt le mindent, hogy ezzel bizonyítsa, hogy a közösségi média nem valóságos, és úgy használhatóak a platformok, ahogy csak az ember szeretné. Hozzátette azt is, hogy egy friss kezdetet szeretett volna az új lemezzel, de az emlékei mindig vele maradnak. A Don’t Start Now népszerűsítése közben Lipa megerősítette, hogy november végén vagy december elején jelenti be az albumot a címadó dal bemutatásával együtt.
2019. december 1-én a bal bicepszére tetoválva adta hírül az új album címét, ami Future Nostalgia lett, továbbá bejelentett egy ezzel megegyező nevű turnét is, ahol az új lemez dalait tervezi népszerűsíteni. Ekkor árulta el, hogy a lemez 2020-ban jelenik majd meg. A következő hónapban három dal (a Physical, a Break My Heart, és az If It Ain’t Me – egy Normanival közös, meg nem jelent kollaboráció) egy adatsértés miatt kiszivárgott az internetre. Nem sokkal később 2020. január 29-én Lipa bejelentette, hogy a lemez április 3-án fog megjelenni. Másnap bemutatták a számlistát, és előrendelhetővé vált az album. Március végén a teljes album kiszivárgott, így a megjelenést egy héttel előbbre hozták 2020. március 27-re.

## Népszerűsítés

### Turné és élő előadások
Lipa volt a 2020. február 29-én rendezett Sydney-i Meleg és Leszbikus Mardi Gras sztárfellépője, ahol koncertje során elsőként adta elő élőben a Physicalt. Az első kislemezként kiadott Don’t Start Now-t több díjátadón is elénekelte, köztük a 2019-es MTV Europe Music Awardson, a 2019-es American Music Awardson és a 2019-es ARIA Music Awardson is. Ezen kívül előadta a The Graham Norton Show, a The Ellen DeGeneres Show és a The Late Late Show with James Corden című televíziós show-műsorokban is. A Break My Heartot virtuális fellépésekkel népszerűsítette a The Tonight Show Starring Jimmy Fallonban, a Big Brother Brasil 20-ben és a Graduate Together: America Honors the High School Class of 2020 című eseményen. 2020. március 30-án előadta a Break My Heartot, a Love Againt és a Pretty Please-t az Amason Music UK által szervezett koncerten, amit élőben lehetett megtekinteni honlapjukon. 2020. május 29-én Lipa elénekelte a Love Againt, a Pretty Please-t és a Don’t Start Now-t egy jótékonysági virtuális koncerten, amelyet a COVID19-pandémia kapcsán szerveztek. Akusztikus változatban adta elő Break My Heart és Pretty Please című dalait a FIFA21 videójáték premierjén. Elénekelte a Levitatinget, a Pretty Please-t, a Love Againt és a Don’t Start Now-t az NPR Tiny Desk Concert elnevezésű koncertsorozatán. Fellépett Boys Will Be Boys című dalával a Billboard Women in Music díjátadó ceremónián, ahol a Powerhouse Award elnevezésű díjat vehette át.
2022. február 9-én, Miamiból indult el az album népszerűsítésére szolgáló Future Nostalgia Tour elnevezésű világkörüli turné, amely 2022. november 16-án fog befejeződni az ausztráliai Perthben. A turnét 2019-ben jelentették be, és az eredeti tervek szerint 2020-ban kezdődött volna el, de a Covid19-pandémia miatt először 2021-re, majd 2022-re halasztották.

### Kislemezek
A Don’t Start Now jelent meg az album első kislemezeként 2019. október 31-én, majd 2019 novemberében szerte a világon megjelentették a popzenei rádiókban, így Ausztráliában, Olaszországban, az Egyesült Királyságban és az Egyesült Államokban is. Pozitívan fogadták a zenekritikusok, akik dicsérték az 1980-as évek és a diszkó stílus hatását a dalban, továbbá kiemelték Lipa fejlődését vokáljában és hangzásában egyaránt. A dal kereskedelmileg is sikeres volt, a brit kislemezlistán és az amerikai Billboard Hot 100-on is a második volt a legjobb helyezése. Utóbbi listán Lipa most először került be az első háromba, és mindkét országban duplaplatina minősítést ért el. Ezen kívül több mint 40 országban került a slágerlisták első 10 helyezettje közé, és több mint 10 országban ért el legalább platina, vagy annál magasabb minősítést. Videóklipét Nabil Elderkin rendezte, és Brooklynban forgatták. A videóban Lipa egy álarcosbálban, illetve egy zsúfolt szórakozóhelyen látható. Számos remix is megjelent a Don’t Start Now-hoz, köztük Dom Dollától, Kungstól és Regardtól is.
A Physicalt adták ki második kislemeznek 2020. január 30-án, miután címét egy Spotify reklámon keresztül jelentették be a hónap elején. Az Egyesült Királyság, Ausztrália és Olaszország popzenei rádióiban jelentették meg hivatalosan. A Physical szintén pozitív fogadtatásban részesült, a kritikusok az 1980-as évek zenei stílusának hatását emelték ki a dalban. Harmadik helyig jutott a brit kislemezlistán, míg a 60. volt a legjobb pozíciója a Hot 100-on annak ellenére, hogy az amerikai rádiókban nem jelent meg. Kanadában, Spanyolországban és az Egyesült Királyságban is platinalemez lett, míg Brazíliában gyémánt minősítést szerzett. Videóklipjét egy katalán producercsapat, a Canada rendezte, és Barcelonában forgatták a Fira de Barcelonában. A videó egy Venn-diagramon alapul, amelyet Peter Fischli és David Weiss svájci művészek alkottak meg az 1981-es Order and Cleanliness elnevezésű munkájuk részeként. A klipben Lipa táncosaival egy raktárban táncolnak, amihez anime inspirálta animációkat készítettek. A dal népszerűsítésére Daniel Carberry rendezésében egy 80-as évek inspirálta aerobikozós videót is készítettek. 2020. március 17-én a Mamamoo dél-koreai K-pop-lányegyüttesből ismert Hwasával egy remixváltozatot is bemutattak a Physicalhöz.
A Break My Heartot jelentették be az album harmadik kislemezének a Sunrise című tévéműsorban, majd az eredeti tervekhez képest két nappal korábban, 2020. március 25-én jelent meg. A dal hivatalosan is megjelent az ausztrál, olasz, brit és amerikai popzenei rádióállomásokban, ezzel pedig a második kislemez lett az Egyesült Államokban az albumról. Utóbbi két országban az úgynevezett felnőtt kortárs (adult contemporary) formátumú állomásokban is bemutatták a dalt. Pozitív kritikákat kapott, legtöbben a dal produceri munkáját dicsérték. Lipa eddigi legelőkelőbb helyen debütált kislemeze lett a Billboard Hot 100-on a 21. pozíciójával. Végül egészen a 13. helyig tudott előrelépni, az Egyesült Királyságban pedig a 6. volt a legjobb helyezése. Ezen kívül további 17 országban tudott az első tíz közé kerülni a slágerlistákon. A Henry Scholfield által rendezett videóklipjét Bulgáriában forgatták, és Pedro Almodóvar illetve a 90-es évek inspirálta. A videóban Lipa látható több egymáshoz kapcsolódó jelenetben, ahogy kezdetben még sebezhető énje a végére magabiztossá válik. Marco Pavone rendezésében egy animált videóklipet is bemutattak a dalhoz, amelyben Lipa egy kristályszív felkutatása során hatalmas robotokkal csap össze. A dalhoz Jax Jones és Joris Voorn készítettek remixeket.
2020 júliusában jelentették be, hogy a Hallucinate című dalt választották a következő kislemeznek, és július 17-én jelent meg a brit rádiókban az album negyedik kislemezeként. Elődjeihez hasonlóan produceri munkáját kiemelve szintén pozitív fogadtatásban részesült, kereskedelmi szempontból pedig legjobb helyezése a 31. volt a brit kislemezlistán. A 70-es évek és a Studio 2054 inspirálta animációs videóklipet adtak ki a dalhoz, melyet Lisha Tan rendezett, és a Covid19-pandémia idején készítette egy animátorcsapat Párizsból, Londonból és Los Angelesből. A videóban Lipa egy virág megszagolása után egy pszichedelikus, hallucinációkkal teli kalandban vesz részt. A dalhoz Paul Woolford és Tensnake készített remixeket.
A Levitating DaBaby-vel készült remixváltozata lett az album ötödik kislemeze a Future Nostalgia albumról 2020. október 1-jén. Az Egyesült Államokban ez volt a harmadik kislemez, miután 5 nappal később, október 6-án kiküldték az ottani rádióknak is játszásra. A brit kislemezlistán és a Billboard Hot 100-on is az 5. volt a legjobb pozíciója, amivel Lipa az Egyesült Királyságban hetedik, míg az Egyesült Államokban második alkalommal tudott a legjobb öt közé jutni. 2020. augusztus 13-án jelent meg DJ The Blessed Madonnával készült remixváltozata, melyben Madonna és Missy Elliott működött közre, és a Club Future Nostalgia című remixalbumon kapott helyet. Két különböző videóklip készült a dal két remixéhez. A The Blessed Madonna remixváltozathoz készült, Will Hooper által rendezett videót Londonban és Atlantában forgatták, és a „szerelem mindent legyőz” témát dolgozza fel. A DaBaby remixhez forgatott klipet Warren Fu rendezte, és a TikTok közösségi média platformmal együttműködésben készítették.

### Promóciós kislemez
2019 novemberében jelentették be, hogy a címadó dal promóciós kislemezként fog megjelenni az albumról, végül pedig 2019. december 13-án mutatták be. A dal kiadásának célja az volt, hogy Lipa rajongóinak érdeklődését fenntartsák 2020-ig. Vegyes illetve pozitív véleményeket fogalmaztak róla meg a zenekritikusok, akik közül sokan dicsérték a produceri munkát és a dalszöveget. A dal kisebb sikereket ért el Európában, ahol felkapaszkodott az ír, a skót és a spanyol kislemezlistára, míg 63. lett a brit digitális eladási listán, és 11. az új-zélandi Hot Singles Charton. Bemutattak hozzá egy dalszöveges videót is, amely egy retró 1960-as évek hangulatát idéző tóparti házban játszódik, ahol Lipa táncol, italozik és golfozik.

### Egyéb dalok
2020. október 29-én jelent meg az Angèle belga énekesnővel készült Fever hatodik kislemezként Franciaországban és Belgiumban, ezzel népszerűsítve a Future Nostalgia francia kiadását. A dal 79. helyig jutott a brit kislemezlistán, míg első lett Belgium Vallónia és Flandria régióiban egyaránt és Franciaországban is. Ezen kívül bejutott az első tíz közé a magyar és svájci kislemezlistán is. A We are from L.A. producercsapat rendezte videóklip 2020. november 6-án jelent meg, és Lipa valamint Angèle láthatóak benne, ahogy bejárják London utcáit. A két énekesnő a 2020-as NRJ Music Awardon népszerűsítette a kislemezt. A Cool a 2020-as Más ritmusra című Netflixes film filmzenei albumán kapott helyet, míg a Love Again dalt a Netflix Song Exploder című műsorában elemezték.

## Az albumon szereplő dalok listája
| Standard változat | Standard változat | Standard változat | Standard változat                       | Standard változat | Standard változat | Standard változat | Standard változat | Standard változat | Standard változat |
|                   | Cím               | Szerző(k) | Producer(ek)                            | Hossz             |                   |                   |                   |                   |                   |
| ----------------- | ----------------- | --- | --------------------------------------- | ----------------- | ----------------- | ----------------- | ----------------- | ----------------- | ----------------- |
| 1.                | Future Nostalgia  | Dua Lipa Jeff Bhasker Clarence Coffee Jr.                                                                                 | Bhasker Skylar Mones [a]                | 3:04              |                   |                   |                   |                   |                   |
| 2.                | Don’t Start Now   | Lipa Caroline Ailin Emily Warren Ian Kirkpatrick                                                                          | Kirkpatrick Ailin [b]                   | 3:03              |                   |                   |                   |                   |                   |
| 3.                | Cool              | Lipa Camille Purcell Shakka Philip Ben Kohn Tom Barnes Pete Kelleher Tove Lo                                              | TMS Stuart Price Lorna Blackwood [b]    | 3:29              |                   |                   |                   |                   |                   |
| 4.                | Physical          | Lipa Jason Evigan Coffee Sarah Hudson                                                                                     | Evigan Koz Blackwood [b] Gian Stone [b] | 3:13              |                   |                   |                   |                   |                   |
| 5.                | Levitating        | Lipa Coffee Hudson Stephen Kozmeniuk                                                                                      | Koz Price                               | 3:23              |                   |                   |                   |                   |                   |
| 6.                | Pretty Please     | Lipa Julia Michaels Ailin Kirkpatrick                                                                                     | Kirkpatrick Juan Ariza [a]              | 3:14              |                   |                   |                   |                   |                   |
| 7.                | Hallucinate       | Lipa Samuel George Lewis Sophie Frances Cooke                                                                             | SG Lewis Price Lauren D'Elia [b]        | 3:28              |                   |                   |                   |                   |                   |
| 8.                | Love Again        | Lipa Coffee Kozmeniuk Chelcee Grimes                                                                                      | Koz Price [a] Blackwood [b]             | 4:18              |                   |                   |                   |                   |                   |
| 9.                | Break My Heart    | Lipa Andrew Wotman Ali Tamposi Stefan Johnson Jordan K. Johnson Andrew Farriss Michael Hutchence                          | Andrew Watt The Monsters & Strangerz    | 3:41              |                   |                   |                   |                   |                   |
| 10.               | Good in Bed       | Lipa Michael "Lindgren" Shulz Melanie Joy Fontana Taylor Upsahl David Charles Marshall Biral Denzel Michael-Akil Baptiste | Lindgren Take a Daytrip                 | 3:38              |                   |                   |                   |                   |                   |
| 11.               | Boys Will Be Boys | Lipa Kennedi Justin Tranter Evigan                                                                                        | Koz Rupert Christie [a] Blackwood [b]   | 2:46              |                   |                   |                   |                   |                   |
| 37:17             |                   | |                                         |                   |                   |                   |                   |                   |                   |

| Japán változat | Japán változat                               | Japán változat | Japán változat | Japán változat | Japán változat | Japán változat | Japán változat | Japán változat | Japán változat |
|                | Cím                                          | Szerző(k)      | Producer(ek)   | Hossz          |                |                |                |                |                |
| -------------- | -------------------------------------------- | -------------- | -------------- | -------------- | -------------- | -------------- | -------------- | -------------- | -------------- |
| 12.            | Don’t Start Now (Live in LA remix)           |                |                | 5:40           |                |                |                |                |                |
| 13.            | Don’t Start Now (Purple Disco Machine remix) |                |                | 3:36           |                |                |                |                |                |
| 14.            | Physical (Leo Zero Disco remix)              |                |                | 4:18           |                |                |                |                |                |
| 51:42          |                                              |                |                |                |                |                |                |                |                |

| Bónusz változat | Bónusz változat                  | Bónusz változat | Bónusz változat | Bónusz változat | Bónusz változat | Bónusz változat | Bónusz változat | Bónusz változat | Bónusz változat |
|                 | Cím                              | Producer(ek)    | Hossz           |                 |                 |                 |                 |                 |                 |
| --------------- | -------------------------------- | --------------- | --------------- | --------------- | --------------- | --------------- | --------------- | --------------- | --------------- |
| 12.             | Levitating (közreműködik DaBaby) | Koz Price       | 3:23            |                 |                 |                 |                 |                 |                 |
| 40:40           |                                  |                 |                 |                 |                 |                 |                 |                 |                 |

| Japán bónusz változat | Japán bónusz változat                     | Japán bónusz változat | Japán bónusz változat | Japán bónusz változat | Japán bónusz változat | Japán bónusz változat | Japán bónusz változat | Japán bónusz változat | Japán bónusz változat |
|                       | Cím                                       | Producer(ek)          | Hossz                 |                       |                       |                       |                       |                       |                       |
| --------------------- | ----------------------------------------- | --------------------- | --------------------- | --------------------- | --------------------- | --------------------- | --------------------- | --------------------- | --------------------- |
| 13.                   | Don’t Start Now (Kungs Remix)             |                       | 3:36                  |                       |                       |                       |                       |                       |                       |
| 14.                   | Good in Bed (Gen Hoshino remix) (unmixed) |                       | 3:32                  |                       |                       |                       |                       |                       |                       |
| 47:48                 |                                           |                       |                       |                       |                       |                       |                       |                       |                       |

| Digitális és francia CD változat | Digitális és francia CD változat | Digitális és francia CD változat                            | Digitális és francia CD változat | Digitális és francia CD változat | Digitális és francia CD változat | Digitális és francia CD változat | Digitális és francia CD változat | Digitális és francia CD változat | Digitális és francia CD változat |
|                                  | Cím                              | Szerző(k)                                                   | Producer(ek)                     | Hossz                            |                                  |                                  |                                  |                                  |                                  |
| -------------------------------- | -------------------------------- | ----------------------------------------------------------- | -------------------------------- | -------------------------------- | -------------------------------- | -------------------------------- | -------------------------------- | -------------------------------- | -------------------------------- |
| 13.                              | Fever (Angèlével)                | Lipa Michaels Ailin Kirkpatrick Jacob Kasher Hindlin Angèle | Kirkpatrick Tristan Salvati [a]  | 2:37                             |                                  |                                  |                                  |                                  |                                  |
| 43:17                            |                                  |                                                             |                                  |                                  |                                  |                                  |                                  |                                  |                                  |

| French bakelit változat | French bakelit változat | French bakelit változat | French bakelit változat | French bakelit változat | French bakelit változat | French bakelit változat | French bakelit változat | French bakelit változat | French bakelit változat |
|                         | Cím                     | Producer(ek)            | Hossz                   |                         |                         |                         |                         |                         |                         |
| ----------------------- | ----------------------- | ----------------------- | ----------------------- | ----------------------- | ----------------------- | ----------------------- | ----------------------- | ----------------------- | ----------------------- |
| 12.                     | Fever (Angèlével)       |                         | 2:37                    |                         |                         |                         |                         |                         |                         |
| 39:54                   |                         |                         |                         |                         |                         |                         |                         |                         |                         |

| Kétlemezes bónusz változat — Club Future Nostalgia (DJ Mix) | Kétlemezes bónusz változat — Club Future Nostalgia (DJ Mix)                  | Kétlemezes bónusz változat — Club Future Nostalgia (DJ Mix) | Kétlemezes bónusz változat — Club Future Nostalgia (DJ Mix) | Kétlemezes bónusz változat — Club Future Nostalgia (DJ Mix) | Kétlemezes bónusz változat — Club Future Nostalgia (DJ Mix) | Kétlemezes bónusz változat — Club Future Nostalgia (DJ Mix) | Kétlemezes bónusz változat — Club Future Nostalgia (DJ Mix) | Kétlemezes bónusz változat — Club Future Nostalgia (DJ Mix) | Kétlemezes bónusz változat — Club Future Nostalgia (DJ Mix) |
|                                                             | Cím                                                                          | Szerző(k) | Producer(ek)                                                | Hossz                                                       |                                                             |                                                             |                                                             |                                                             |                                                             |
| ----------------------------------------------------------- | ---------------------------------------------------------------------------- | --- | ----------------------------------------------------------- | ----------------------------------------------------------- | ----------------------------------------------------------- | ----------------------------------------------------------- | ----------------------------------------------------------- | ----------------------------------------------------------- | ----------------------------------------------------------- |
| 1.                                                          | Future Nostalgia (Joe Goddard Remix)                                         | Lipa Coffee Jeff Bhasker | Bhasker                                                     | 2:54                                                        |                                                             |                                                             |                                                             |                                                             |                                                             |
| 2.                                                          | Cool (Jayda G Remix)                                                         | Lipa Kohn Purcell Kelleher Phillip Barnes Lo | TMS Price                                                   | 2:06                                                        |                                                             |                                                             |                                                             |                                                             |                                                             |
| 3.                                                          | Good in Bed (Zach Witness és Gen Hoshino Remix)                              | Lipa Baril Baptiste Fontana Shulz Upsahl Cameron McVey Anne Dudley Trevor Horn Jamie Morgan J. J. Jeczalik Gary Langan Paul Morley Neneh Cherry Phillip Ramacon | Lindgren Take a Daytrip                                     | 3:58                                                        |                                                             |                                                             |                                                             |                                                             |                                                             |
| 4.                                                          | Pretty Please (Midland Refix)                                                | Lipa Ailin Kirkpatrick Michaels | Kirkpatrick                                                 | 1:28                                                        |                                                             |                                                             |                                                             |                                                             |                                                             |
| 5.                                                          | Pretty Please (Masters at Work Remix)                                        | Lipa Michaels Ailin Kirkpatrick Curtis Alan Jones | Kirkpatrick                                                 | 1:54                                                        |                                                             |                                                             |                                                             |                                                             |                                                             |
| 6.                                                          | Boys Will Be Boys (Zach Witness Remix)                                       | Lipa Kennedi Tranter Evigan | Christie                                                    | 3:29                                                        |                                                             |                                                             |                                                             |                                                             |                                                             |
| 7.                                                          | Love Again (Horse Meat Disco Remix)                                          | Lipa Coffee Kozmeniuk Grimes Bing Crosby Max Wartell Irving Wallman                                                                                             | Koz                                                         | 2:55                                                        |                                                             |                                                             |                                                             |                                                             |                                                             |
| 8.                                                          | Break My Heart / Cosmic Girl (Dimitri from Paris Edit)                       | Lipa Wotman Tamposi Stefan Johnson S. Johnson Farriss Hutchence                                                                                                 | Watt The Monsters & Strangerz                               | 3:00                                                        |                                                             |                                                             |                                                             |                                                             |                                                             |
| 9.                                                          | Levitating (The Blessed Madonna Remix közreműködik Madonna és Missy Elliott) | Lipa Coffee Hudson Kozmeniuk Madonna Melissa A. Elliott | Koz Price                                                   | 3:55                                                        |                                                             |                                                             |                                                             |                                                             |                                                             |
| 10.                                                         | Hallucinate (Mr Fingers deep stripped mix)                                   | Lipa Lewis Cooke | Lewis Price                                                 | 1:53                                                        |                                                             |                                                             |                                                             |                                                             |                                                             |
| 11.                                                         | Hallucinate (Paul Woolford Extended Remix)                                   | Lipa Lewis Cooke | Lewis Price                                                 | 1:49                                                        |                                                             |                                                             |                                                             |                                                             |                                                             |
| 12.                                                         | Love Is Religion (The Blessed Madonna Remix)                                 | Lipa Coffee Daniel Traynor Hudson Kozmeniuk Uzoechi Emenike | Grades Koz                                                  | 3:29                                                        |                                                             |                                                             |                                                             |                                                             |                                                             |
| 13.                                                         | Don’t Start Now (Yaeji Remix)                                                | Lipa Ailin Warren Kirkpatrick Thor Baldursson Mats Bjoerklund Jürgen Korduletsch                                                                                | Kirkpatrick                                                 | 2:53                                                        |                                                             |                                                             |                                                             |                                                             |                                                             |
| 14.                                                         | Physical (Mark Ronson Remix közreműködik Gwen Stefani)                       | Lipa Coffee Evigan Hudson | Evigan Koz                                                  | 2:39                                                        |                                                             |                                                             |                                                             |                                                             |                                                             |
| 15.                                                         | Kiss and Make Up (Remix with Blackpink)                                      | Lipa Grimes Yannick Rastogi Zacharie Raymond Mathieu Jomphe-Lepine Marc Vincent Teddy Park Andy Armer Randy Alpert                                              | Banx & Ranx                                                 | 2:21                                                        |                                                             |                                                             |                                                             |                                                             |                                                             |
| 16.                                                         | That Kind of Woman (Jacques Lu Cont Remix)                                   | Lipa Coffee Jr. Justin Parker P Nelson Sam Dew Stevie Nicks | Parker                                                      | 3:13                                                        |                                                             |                                                             |                                                             |                                                             |                                                             |
| 17.                                                         | Break My Heart (Moodymann Remix)                                             | Lipa Wotman Tamposi S. Johnson J. Johnson Farriss Hutchence | Watt The Monsters & Strangerz                               | 6:11                                                        |                                                             |                                                             |                                                             |                                                             |                                                             |
| 50:07                                                       |                                                                              | |                                                             |                                                             |                                                             |                                                             |                                                             |                                                             |                                                             |

| Future Nostalgia: The Moonlight Edition | Future Nostalgia: The Moonlight Edition                    | Future Nostalgia: The Moonlight Edition                                                                                              | Future Nostalgia: The Moonlight Edition | Future Nostalgia: The Moonlight Edition | Future Nostalgia: The Moonlight Edition | Future Nostalgia: The Moonlight Edition | Future Nostalgia: The Moonlight Edition | Future Nostalgia: The Moonlight Edition | Future Nostalgia: The Moonlight Edition |
|                                         | Cím                                                        | Szerző(k) | Producer(ek)                            | Hossz                                   |                                         |                                         |                                         |                                         |                                         |
| --------------------------------------- | ---------------------------------------------------------- | --- | --------------------------------------- | --------------------------------------- | --------------------------------------- | --------------------------------------- | --------------------------------------- | --------------------------------------- | --------------------------------------- |
| 12.                                     | Fever (Angèlével)                                          | Lipa Angèle Ailin Kirkpatrick Jacob Kasher Hindlin Michaels                                                                          | Kirkpatrick                             | 2:36                                    |                                         |                                         |                                         |                                         |                                         |
| 13.                                     | We’re Good                                                 | Lipa Warren Scott Harris Sylvester Willy Sivertsen                                                                                   | Sly                                     | 2:46                                    |                                         |                                         |                                         |                                         |                                         |
| 14.                                     | Prisoner (Miley Cyrus featuring Dua Lipa)                  | Lipa Cyrus Wotman J. Johnson Marcus Lomax Michael Pollack S. Johnson Tamposi Jonathan Bellion                                        | Watt The Monsters & Strangerz           | 2:49                                    |                                         |                                         |                                         |                                         |                                         |
| 15.                                     | If It Ain’t Me                                             | Lipa Junior Oliver Frid Taylor Parks Uzoechi Emenike                                                                                 | Frid                                    | 3:15                                    |                                         |                                         |                                         |                                         |                                         |
| 16.                                     | That Kind of Woman                                         | Lipa Coffee Justin Parker Sam Dew | Parker Price                            | 3:20                                    |                                         |                                         |                                         |                                         |                                         |
| 17.                                     | Not My Problem (közreműködik JID)                          | Lipa Hudson Coffee Kozmeniuk Destin Choice Route                                                                                     | Koz                                     | 2:23                                    |                                         |                                         |                                         |                                         |                                         |
| 18.                                     | Levitating (közreműködik DaBaby)                           | Lipa Coffee Hudson Kozmeniuk DaBaby                                                                                                  | Koz Price                               | 3:23                                    |                                         |                                         |                                         |                                         |                                         |
| 19.                                     | Un Día (One Day) (J Balvinnal, Bad Bunny-val és Tainy-vel) | Lipa Alejandro Borrero Benito Antonio Martínez Ocasio Coffee Daystar Peterson Ivanni Rodriguez José Álvaro Osorio Balvín Marco Masís | Balvin Tainy                            | 3:51                                    |                                         |                                         |                                         |                                         |                                         |
| 61:40                                   |                                                            | |                                         |                                         |                                         |                                         |                                         |                                         |                                         |

### Hangminták
- A Love Again a My Woman című dalból tartalmaz egy hangmintát, melynek szerzői Bing Crosby, Max Wartell és Irving Wallman voltak.
- A Break My Heart tartalmaz elemeket a Need You Tonight című dalból, melynek szerzői Andrew Farriss és Michael Hutchence voltak.

## Albumlistás helyezések
| Lista (2020–2021)                                                                 | Legjobb helyezés |
| --------------------------------------------------------------------------------- | ---------------- |
| Ausztrália (ARIA Top 50 Albums)                                                   | 1                |
| Ausztria (Ö3 Austria Top 40)                                                      | 2                |
| Belgium (Ultratop Flandria)                                                       | 2                |
| Belgium (Ultratop Vallónia)                                                       | 5                |
| Kanada (Billboard Canadian Albums Chart)                                          | 2                |
| Horvátország (HDU)                                                                | 1                |
| Csehország (ČNS IFPI Albums Top 100)                                              | 1                |
| Dánia (Hitlisten Album Top 40)                                                    | 4                |
| Hollandia (Dutch Charts Album Top 100)                                            | 1                |
| Észtország (Eesti Tipp-40)                                                        | 1                |
| Finnország (Musiikkituottajat Albumit Top 50)                                     | 1                |
| Franciaország (SNEP)                                                              | 5                |
| Németország (Offizielle Top 100)                                                  | 4                |
| Görögország (International Federation of the Phonographic Industry Top 75 Albums) | 6                |
| Magyarország (MAHASZ Top 40 albumlista)                                           | 1                |
| Izland (Plötutíðindi)                                                             | 5                |
| Írország (OCC)                                                                    | 1                |
| Olaszország (FIMI Album Top 20)                                                   | 3                |
| Japán Hot Albums (Billboard Japan)                                                | 26               |
| Japán (Oricon)                                                                    | 24               |
| Lettország (LAIPA)                                                                | 1                |
| Litvánia (AGATA)                                                                  | 1                |
| Új-Zéland (Recorded Music NZ Top 40 Albums)                                       | 1                |
| Norvégia (VG-lista Album Top 40)                                                  | 2                |
| Lengyelország (ZPAV Album Top 50)                                                 | 4                |
| Portugália (AFP Top 30 Albums)                                                    | 2                |
| Egyesült Királyság (Scottish Albums)                                              | 1                |
| Szlovákia (ČNS IFPI)                                                              | 2                |
| Dél-Korea (GAON Top 100 Album)                                                    | 29               |
| Spanyolország (PROMUSICAE)                                                        | 1                |
| Svédország (Sverigetopplistan Top 60 Albums)                                      | 4                |
| Svájc (Schweizer Hitparade Top 100 Albums)                                        | 4                |
| Egyesült Királyság (UK Albums Chart)                                              | 1                |
| USA Billboard 200                                                                 | 4                |

| Lista (2020)                     | Helyezés |
| -------------------------------- | -------- |
| Ausztrália (ARIA)                | 6        |
| Ausztria (Ö3 Austria)            | 38       |
| Belgium (Ultratop Flanders)      | 19       |
| Belgium (Ultratop Wallonia)      | 39       |
| Kanada (Billboard)               | 27       |
| Dánia (Tracklisten)              | 40       |
| Hollandia (Album Top 100)        | 3        |
| Franciaország (SNEP)             | 34       |
| Németország (Offizielle Top 100) | 84       |
| Global Albums (IFPI)             | 10       |
| Magyarország (MAHASZ)            | 17       |
| Izland (Plötutíðindi)            | 73       |
| Írország (IRMA)                  | 5        |
| Olaszország (FIMI)               | 33       |
| Új-Zéland (RMNZ)                 | 17       |
| Norvégia (VG-lista)              | 10       |
| Lengyelország (ZPAV)             | 91       |
| Spanyolország (PROMUSICAE)       | 17       |
| Svédország (Sverigetopplistan)   | 21       |
| Svájc (Schweizer Hitparade)      | 63       |
| Egyesült Királyság (OCC)         | 3        |
| USA Billboard 200                | 62       |

## Minősítések
| Régió | Minősítés  | Eladott példányszám |
| --- | ---------- | ------------------- |
| Brazília (Pro-Música Brasil)                                                                                            | 3× platina | 120 000‡            |
| Dánia (IFPI Denmark) | arany      | 10 000‡             |
| Egyesült Államok (RIAA)                                                                                                 | platina    | 1 000 000‡          |
| Egyesült Királyság (BPI)                                                                                                | platina    | 300 000‡            |
| Franciaország (SNEP) | arany      | 50 000‡             |
| Kanada (Music Canada)                                                                                                   | platina    | 80 000‡             |
| Lengyelország (ZPAV) | platina    | 20 000‡             |
| Norvégia (IFPI Norway)                                                                                                  | platina    | 20 000*             |
| Olaszország (FIMI) | arany      | 25 000‡             |
| Spanyolország (PROMUSICAE)                                                                                              | arany      | 20 000‡             |
| Új-Zéland (RMNZ) | platina    | 15 000‡             |
| * Eladási példányszámok kizárólag a minősítés alapján. ‡ Eladási+streaming példányszámok kizárólag a minősítés alapján. |            |                     |

## Megjelenések
| Régió              | Dátum              | Formátum(ok)                                            | Változat    | Kiadó  | Forr.           |
| ------------------ | ------------------ | ------------------------------------------------------- | ----------- | ------ | --------------- |
| Világszerte        | 2020. március 27.  | CD kazetta digitális letöltés streaming vinyl díszdoboz | Standard    | Warner | [ 179 ] [ 180 ] |
| Németország        | 2020. március 27.  | CD digitális letöltés streaming vinyl                   | Standard    | Urban  | [ 181 ]         |
| Egyesült Királyság | 2020. március 27.  | CD vinyl képes hanglemez                                | Standard    | Warner | [ 182 ]         |
| Egyesült Államok   | 2020. március 27.  | CD                                                      | Standard    | Warner | [ 183 ]         |
| Japán              | 2020. április 3.   | CD                                                      | Japán       | Warner | [ 104 ]         |
| Mexikó             | 2020. július 10.   | CD vinyl                                                | Standard    | Warner | [ 184 ]         |
| Világszerte        | 2020. október 1.   | Digitális letöltés streaming                            | Bónusz      | Warner | [ 185 ]         |
| Világszerte        | 2020. október 29.  | Digitális letöltés streaming                            | Digitális   | Warner | [ 107 ]         |
| Franciaország      | 2020. november 20. | CD                                                      | Francia     | Warner | [ 108 ]         |
| Világszerte        | 2020. november 27. | CD                                                      | Bonus       | Warner | [ 105 ]         |
| Japán              | 2020. november 27. | CD                                                      | Japán bónus | Warner | [ 106 ]         |
| Franciaország      | 2020. december 4.  | Bakelit                                                 | Francia     | Warner | [ 109 ]         |

## Fordítás
- Ez a szócikk részben vagy egészben  a   Future Nostalgia című angol Wikipédia-szócikk fordításán alapul.  Az eredeti cikk szerkesztőit annak laptörténete sorolja fel. Ez a jelzés csupán a megfogalmazás eredetét és a szerzői jogokat jelzi, nem szolgál a cikkben szereplő információk forrásmegjelöléseként.